# Ковалевская, Виктория Ионовна
Ковалевская Виктория Ионовна (род. 1925) — советский ученый, доктор технических наук, конструктор горных машин, шахтных вентиляторов, бывший главный конструктор Государственного предприятия Донецкий научно-исследовательский, проектно-конструкторский и экспериментальный институт комплексной механизации шахт «Донгипроуглемаш». Заслуженный изобретатель Украины, лауреат Государственной премии СССР.

## Биография
Получила высшее образование в Донецком индустриальном институте по специальности «Горное машиностроение».
В 1990 г. защитила докторскую диссертацию «Создание и исследование высокоэффективных горных центральных вентиляторов» по специальности 05.05.06 — горное машиностроение и получила ученую степень доктора технических наук.
Сфера научных интересов: задачи конструирования горных машин, комплексов и механизмов, расчеты их прочности и эксплуатационных характеристик, основанных на глубоких теоретических знаниях механики сплошной среды, внедрения научных разработок в практику.
В 1981 г. была отмечена Государственной премией СССР в области науки и техники.
В 1987 г. В. И. Ковалевская награждена Золотой медалью «За выдающиеся изобретения, направленные на благо человечества» Всемирной организации интеллектуальной собственности (WIPO) при ООН. Работает на должности профессора кафедры математики и информационных технологий Донецкого института рынка и социальной политики с 2009 г.